# 시모지정 (오키나와현)
시모지정(일본어: 下地町)은 일본 오키나와현 미야코군에 있었던 정이다.
2005년 10월 1일 히라라시, 이라부정, 우에노촌, 구스쿠베정과 합병되어 미야코지마시가 되어 소멸하였다. 아이치현에 위치해 있었던 시모지정과 이름이 같다.

## 역사
- 1908년 4월 1일 - 도서정촌제 시행으로 시모지촌이 되었다.
- 1949년 1월 1일 - 정으로 승격해 시모지정이 되었다.
- 2005년 10월 1일 - 히라라시·구스쿠베정·우에노촌·이라부정과 합병해 미야코지마시가 되어 소멸하였다.

## 교통

### 도로
- 국도 390호선